# Страда, Витторио
Витто́рио Стра́да (итал. Vittorio Strada; 31 мая 1929, Милан — 30 апреля 2018, Венеция) — итальянский литературовед и переводчик-славист, историк русской литературы, научной и общественной мысли.

## Биография
Витторио родился в Милане в 1929 году в ломбардской буржуазной семье среднего достатка; воспитывался в католической вере («христианин по убеждению, но далекий от соблюдения церковных норм»). Период формирования пришёлся на 30-е и 40-е годы, то есть в основном на период фашизма. Витторио запомнил тридцатые годы как период счастливый. Семья жила в Брианце на вилле у бабушки. В гимназические годы в Монце увлёкся чтением, в частности романами Ф. М. Достоевского — в 12 лет Витторио испытал внутреннее потрясение, прочитав «Братьев Карамазовых».
После войны окончил лицей и поступил на философский факультет Миланского университета. Учился у Антонио Банфи, но кумиром студенческой группы был американский философ Джон Дьюи с его теорией прагматизма. В университете Витторио считал себя ленинистом, но работы Ленина «Материализм и эмпириокритицизм» и «Партийная организация и партийная литература» полагал для себя «неприемлемыми». Банфи стал научным руководителем дипломной работы Страды о советском диалектическом материализме «Материалистическая теория познания у Карла Маркса».
Витторио самостоятельно выучил русский язык, общаясь с жившими в Милане русскими эмигрантами. Освоив русский язык, Витторио начал изучать русскую литературу и культуру советского периода. В 1955 году он перевёл на итальянский язык повесть В. П. Некрасова «В родном городе», а в 1956-м написал ряд статей о литературе «оттепели».
В 1956 году, ещё будучи студентом, начал работать в журнале «Il Contemporaneo» («Современник»).
Первой статьёй Страды в «Contemporaneo» был текст о Владимире Померанцеве и его знаменитой статье в «Новом мире» за 1953 год «Об искренности в литературе», спровоцировавшей огромную дискуссию в Советском Союзе. Другая статья Страды в «Contemporaneo» была посвящена самоубийству Александра Фадеева, генерального секретаря Союза писателей (в статье предстали два образа: молодой революционер — автор добротного романа «Разгром», и бюрократ, в которого Фадеев выродился, проводя обслуживающую Сталина губительную политику, что поставило на нём крест как писателе). Против этой статьи выступили идеологи итальянской компартии, а также известный художник-коммунист Ренато Гуттузо, обвинившие Страду в неуважительном отношении к Фадееву и ко всей советской литературе.
В 1956 году в атмосфере надежд, связанных с критикой «культа личности» Сталина, Страда вступил в Итальянскую коммунистическую партию (вышел после 1968). Подписал коллективный протест против подавления Венгерского восстания 1956 года.
Несмотря на ряд разочарований в политике Хрущёва («незавершенность экономических реформ, безумную антирелигиозную кампанию, возврат к худшим атеистическим традициям ленинского периода, выпады Хрущева против писателей и художников») в целом поддерживал её — «всё перевешивал хрущевский антисталинизм».

### Визит в СССР
В 1957 году вместе с сестрой Лаурой посетил СССР (Марсель-Одесса-Москва) в рамках Всемирного фестиваля молодёжи. За проведённый в Москве месяц встретился и подружился с Евгением Евтушенко, Беллой Ахмадулиной, чуть позже с Андреем Вознесенским, Борисом Слуцким и с Заболоцким.
В 1957 году Страда написал для журнала Il Contemporaneo большую статью, посвященную Пастернаку. Статью эту перевели в Иностранной комиссии Союза писателей СССР специально для Пастернака. Статья ему понравилась и он через СП СССР пригласил Страду и главного редактора Il Contemporaneo к себе на обед на дачу в Переделкино. Встреча состоялась в августе 1957 года. На встрече также присутствовали писатель Всеволод Иванов и Георгий Самсонович Брейтбурд, заведующий Итальянским отделом Иностранной комиссии СП СССР, впоследствии куратор Страды от КГБ.
Во время второй встречи в 1957 году Пастернак доверительно сказал Страде:
Витторио, вы должны знать. Вчера я был в СП, где состоялась жуткая сцена: Сурков кричал на меня, ругался и заставил отправить  Фельтринелли телеграмму с просьбой задержать публикацию „Доктора Живаго“. Но я хочу, чтобы роман был напечатан, это – дело моей жизни. Поэтому вы должны сказать ему лично: телеграмма не имеет никакого значения, и если появятся новые, это значит, я отправил их под нажимом
В ноябре 1957 года роман был впервые издан на итальянском языке в Милане в издательстве Фельтринелли «вопреки всем усилиям Кремля и итальянской компартии». После этого к Страде возникли подозрения как к соучастнику появления «Доктора Живаго» на Западе и он оказался по надзором КГБ. Несмотря на преследования КГБ, Страда вёл себя «абсолютно свободно и чувствовал себя в СССР совершенно комфортно».
После сотрудничества с «Il Contemporaneo» Страда стал сотрудником журнала ИКП Rinascita («Возрождение»).
Окончив философский факультет Миланского университета, в 1958 году по ходатайству его научного руководителя профессора Антонио Банфи и по настоянию руководства итальянской компартии был принят в аспирантуру Московского государственного университета. Там со Страдой дружил будущий историк Ренато Ризалити.
В начале 1958 года аспирант филологического факультета МГУ Витторио Страда в общежитии МГУ на Ленинских горах познакомился со студенткой, «молодой, очаровательной, хотя и крутохарактерной сибирячкой» Кларой Янович, а 4 июля женился на ней; советская бюрократия (Б. Н. Пономарёв) не хотела этой свадьбы, её пробивал Евтушенко своими обращениями в КГБ, в ЦК, в милицию, Страда также обращался к генеральному секретарю Итальянской компартии Пальмиро Тольятти
Другой причиной надзора были дружеские связи Витторио Страды с советскими писателями периода «оттепели», в частности — с редакцией и авторами «Нового мира». В СССР Страда познакомился и подружился со многими писателями и философами либерально-реформаторского направления, на протяжении последующих десятилетий не только поддерживал эти отношения, но и постоянно расширял круг своих знакомств и привязанностей.
Так, осложнения возникли на почве знакомства Страды с философом Эвальдом Ильенковым. В 1958 году на философском факультете МГУ Страда услышал выступление Ильенкова перед студентами, заинтересовался услышанным и напросился домой к Эвальду Васильевичу, чтобы обсудить некоторые вопросы. Когда Ильенков рассказал, что закончил книгу («Диалектика абстрактного и конкретного»), Страда попросил дать ему для внимательного прочтения машинописный экземпляр. После прочтения Страда пришёл в восторг и с ведома автора послал текст в миланское издательство «Фельтринелли». Одновременно разгорался скандал с изданием Пастернака тем же издательством. В партбюро заставили Ильенкова написать письмо в Италию с отказом от издания там книги, объявили ему партийный выговор и рассыпали набор русского издания книги. Для Ильенкова эти контакты со Страдой имели тяжёлые последствия, он попал в больницу, потом в санаторий.
В 1958 году Витторио сопровождал в большой поездке по СССР (Ленинград, Тбилиси, Киев) итальянских поэтов Серджо Сольми, Иньяцио Буттитта, Вельсо Муччи и Доменико Кадорези; в Киеве Витторио познакомился очно с Виктором Некрасовым
Проучившись в аспирантуре МГУ до 1961 года, Витторио не смог её формально закончить по идеологическим причинам — его обвинили в «ревизионизме» и антиленинских позициях. Научный руководитель Витторио Страды профессор А. И. Метченко не допустил к защите его диссертацию «Политика ВКП(б) в области литературы в 30-е годы», посвященную советским теоретико-литературным изысканиям 1920-30-х годов (Витторио в своей работе над диссертацией наотрез отказался от «партийности в литературе», зато увлёкся идеями формализма В. Б. Шкловского и В. М. Жирмунского, с которыми часто общался).
В начале 1961 года Страда нашёл в библиотеке книжку «некоего Бахтина» 1929 года «Проблемы творчества Достоевского» и был ею потрясён. По совету Слуцкого (либо по совету Вадима Кожинова). Страда написал Бахтину в Саранск письмо с просьбой издать его книгу о Достоевском:
В согласии с издательством [Эйнауди] я считаю целесообразным, чтобы предисловие этого, самого полного собрания сочинений Ф. М. Достоевского принадлежало русскому литературоведу. Я хорошо знаю Вашу очень оригинальную и интересную книгу о творчестве Ф. М. Достоевского, и мне хотелось бы, чтобы эта книга была вступительным исследованием итальянского перевода сочинений Достоевского. Но надо было бы приспособить Вашу книгу для этой цели. Между прочим, и Вы, может быть, хотели бы её немножко перерабатывать
Бахтин получил письмо Страды 22 февраля 1961 года и уже 23 февраля ответил, что хотел бы переписать старый текст. В итоге он действительно написал нечто совершенно оригинальное. Тем не менее задуманное итальянское собрание сочинений не состоялось, и итальянское издание книги Бахтина вышло лишь в 1968 году. По воспоминаниям Страды для Бахтина было трудно найти переводчика (крайне непростой язык), и по Москве поползли слухи: на Западе бойкотируют Бахтина! Кожинов в статье «Куда девалась рукопись М. М. Бахтина?» («Москва», 1997, № 10) обвинял Витторио Страду в том, что тот «подевал куда-то полученную им рукопись целой книги» Бахтина о Достоевском. Но с весны того же 1961 г. начинаются энергичные действия В. В. Кожинова с целью переиздания книги в Москве. В марте 1962 года Бахтин получил официальное предложение от издательства «Советский писатель» и после долгого перерыва вновь начал публиковаться (Бахтин М. Проблемы поэтики Достоевского. — М.: Советский писатель, 1963.), заняв одно из важнейших мест в мировой культуре XX века.

### Возвращение в Италию
В 1961 году Страда возвращается в Италию вместе с советской женой.
В марте 1962 года Страда участвует в конгрессе Европейского сообщества писателей COMES (Communauté européenne des écrivains,  проходил во Флоренция во дворце Палаццо Веккьо) и принимает советскую делегацию (А. А. Сурков, М. П. Бажан, В. Ф. Панова, А. Т. Твардовский, Г. Н. Чухрай, Г. Брейтбурд) и советских гостей (И. Л. Андроников, С. П. Антонов, Е. М. Винокуров, А. А. Вознесенский, Д. А. Гранин, Э. Г. Казакевич, В. П. Некрасов, И. Ф. Огородникова, Н. Б. Томашевский, В. Б. Шкловский). Особенно долгая и «удивительно откровенная» беседа была у Страды с Твардовским (Твардовский отметил в дневнике и жену Страды: «нижнеамурская полутатарочка… как-то ёжилась, смотрела в сторону, смущённая, взволнованная и точно виноватая, как я ни старался обшутить её положение, — видимо очень-очень тоскует по родине, любовь к которой, как мне кажется, часто бывает сильнее любви»). Спутник Твардовского Виктор Некрасов по итогам этой поездки в Италию (и США) опубликовал в 11-м и 12-м номерах «Нового мира» за 1962 год очерки «По обе стороны океана», где упомянул «своего друга» Страду. Очерки вызвали резкую реакцию Н. С. Хрущёва («преклонение перед Западом»), Некрасова пытались исключить из партии, но писателя спасла статья Страды:
Как ни странно, но к благополучному исходу всего дела (замена исключения строгим выговором) имел отношение Пальмиро Тольятти. Мой друг, итальянский коммунист, критик Витторио Страда написал в общем-то хвалебную статью о моих очерках „По обе стороны океана“, тех самых, на которые обрушился Хрущёв. Дал её в теоретический журнал итальянской компартии "Ринашита". Там испугались, но случилось так, что Страда встретился, ни больше ни меньше как на пляже, с Тольятти, и тот дал распоряжение журналу печатать. Статью эту мне перевели, я её отдал Перминовой, моему партследователю, и та потом мне призналась, что статья возымела своё действие.
Статьи Витторио Страды из еженедельника компартии Италии «Ринашита» переводила и передавала в редакцию «Нового мира» Цецилия Исааковна Кин; со Страдой она состояла в дружеской переписке.
Одновременно Витторио Страда публиковал в различных журналах статьи о русской литературе советского периода, собранные в 1964 году в книгу «Советская литература. 1953—1964» («Letteratura sovietica. 1953—1964»). Его литературоведческие труды вызвали враждебную реакцию советских идеологов соцреализма (В. Р. Щербины, А. Л. Дымшица, А. И. Метченко и других), открыто ополчившихся против него.
В начале 1964 года Страда организует для Джулио Эйнауди (директора издательства «Einaudi») встречу-интервью с Никитой Сергеевичем Хрущёвым и приезжает с ним в Москву. Встреча Эйнауди и Страды с Хрущёвым состоялась 21 февраля 1964 г. — Эйнауди подарил Хрущёву гигантский трюфель из пьемонтского города Альба и получил права на публикацию речей Хрущёва о проблеме мирного сосуществования. По воспоминаниям Страды, Хрущёв говорил беспрерывно сорок минут, а на гриб посмотрел с огромным изумлением.
Тогда же, в феврале 1964 года Страда знакомится в Москве (в Союзе писателей) с Всеволодом Кочетовым по приглашению последнего. Дело в том, что ранее Страда иронически критиковал роман Кочетова «Секретарь обкома» в рецензии для газеты «L’Unita», и Кочетов пожелал встретиться с молодым итальянским коммунистом. По воспоминаниям Страды, «встреча прошла вполне корректно», а Кочетов отличался от своих коллег, бюрократически надменных и чванливых: он скорее напоминал борца за советскую коммунистическую идею и считал себя таковым.
В том же (1964) году Джулио Эйнауди предложил Страде, по возвращении в Италию, переехать в Турин чтобы работать у него в издательстве «Einaudi» в качестве консультанта по русской литературе. Под редакцией Страды в Италии были опубликованы произведения русских классиков, политических мыслителей от А. И. Герцена и В. И. Ленина до Л. Д. Троцкого и С. Н. Трубецкого, проза В. П. Аксёнова, И. Э. Бабеля, М. А. Булгакова, К. К. Вагинова, Ю. О. Домбровского, Ю. П. Казакова, Л. Н. Лунца, Ю. К. Олеши, А. И. Солженицына, Ю. В. Трифонова, А. В. Чаянова, Е. Л. Шварца, труды представителей ОПОЯЗа, В. Я. Проппа, М. М. Бахтина, Ю. М. Лотмана, Б. А. Успенского. Переводил поэзию Пастернака и Н. Заболоцкого, общался с Н. И. Харджиевым, А. Е. Кручёных, Солженицыным.
В начале 1966 года в связи с «Делом Синявского», ещё до суда Страда пишет статью в защиту свободы писателей (опубликована в «Ринашите» уже после суда, сопровождённая редакционной врезкой Джанкарло Пайетта).
В июле 1966 года в Италии (в Турине и в лигурийской прибрежной деревне Вариготти) Страда принимает В. А. Кочетова, приехавшего в командировку. Писатели, «разгорячённые водкой», устроили «настоящую баталию, оставив всякую дипломатию» В конце спора Кочетов воскликнул: «Почему же ваш Тольятти ничего такого не говорил, когда бывал в Москве, а во всём соглашался с нами?». Страда кричал в ответ: «Попомните моё слово: придёт время, и в Россию тоже придёт свобода культуры, слова, наступит плюрализм. Я в этом уверен». Поединок закончился: Кочетов вышел из него ещё большим сталинистом, чем был раньше, уверенный в том, что перед ним враг, а Страда — ещё большим «антисталинистом».

### Публикации литературы «оттепели»
В 1966 или 1967 году Страда знакомится с вдовой Булгакова. Благодаря дружеским отношениям с Еленой Сергеевной, передавшей ему отрывки «Мастера и Маргариты», исключённые цензурой из первого советского издания, в Италии в издательстве Эйнауди в 1967 году впервые вышел полный текст этого романа с предисловием Страды. В 1967 году роман без купюр передавало Радио «Свобода»
Приблизительно в 1967 или 1968 году Страда получил от Солженицына через одного из друзей (возможно, Виктора Луи) рукопись «Ракового корпуса», провёз её в чемодане через таможню в Италию, где она был издана в «Эйнауди» с предисловием Страды. В 1969 году «Раковый корпус» передавало Радио «Свобода»

Весной 1968 года Страда приезжал с женой в Москву, где встретился с Юрием Карякиным, передавшим Страде для опубликования в западной прессе текст своего доклада на вечере о А. П. Платонове в ЦДЛ 30 января 1968 года (Карякин произнёс тогда фразу в адрес Сталина «Чёрного кобеля не отмоешь добела», за что был исключён из партии). В тот же приезд у Страды в московском аэропорту Шереметьево на таможне изъяли записи беседы Льва Копелева с секретарём Союза писателей Ю. Н. Верченко, а также открытое письмо Солженицына (25 апреля 1968) против публикации на Западе своего романа «Раковый корпус». Позднее Солженицын описал эти события в своих воспоминаниях «Бодался телёнок с дубом»: 
Письмо в «Унита», посланное с известным публицистом-коммунистом Витторио Страда, было отобрано у него на таможне и мне пришлось горячо убеждать таможенников, что в интересах нашей литературы необходимо, чтоб это письмо появилось в «Унита». Через несколько дней после этого разговора, уже в начале июня, оно-таки появилось в «Унита»
Страда провёл тогда сутки под арестом, а роман Солженицына вышел в 1969 году по-итальянски с его предисловием. Эти события послужили причиной разрыва Витторио Страды с советскими властями, которые в дальнейшем, в течение двух десятилетий, отказывали ему в визе на въезд в СССР.
Осенью 1969 года В. А. Кочетов в романе «Чего же ты хочешь?», опубликованном в журнале «Октябрь», изобразил Страду в образе отрицательного героя по имени Бенито Спада, «антисоветчика» и «ревизиониста». Жена Страды Клара представлена в романе под именем Леры, «положительная героиня», осознавшая в конце, какую грубую ошибку или грех совершила, выйдя замуж за подлого ревизиониста и покинув лучезарную советскую родину. В связи с полемикой вокруг романа Страда получил открытку из Киева от писателя Виктора Некрасова: «Витторио, Кочетов сделал тебя знаменитым! А сам обо…ся». Этот роман вызвал международный скандал, но в Италии шуму он наделал, конечно, больше. Кочетов был уверен, что сослужил достойную похвалы службу, встав на защиту политики партии, но в верхах не оценили такой услуги, ввиду того, что роман повсеместно вызвал скандал, и постарались дело замять, предав роман забвению. По словам Страды, Кочетов вёл себя малодостойным образом: сначала он отрицал знакомство со Страдой, потом, когда был уличён во лжи, заявил, что Страда и антисоветские ревизионисты публикуют в Италии только литературу «оттепели» и что такой роман, как «Чего же ты хочешь?», никогда не дойдёт до здорового итальянского читателя. Но в 1970 году роман Кочетова вышел в итальянском издании с едким предисловием Страды, который озаботился переслать один экземпляр этого издания автору.

### Ревизионист
По признанию Страды «постепенно менялись мои политические воззрения, причём в одном неуклонном направлении — я становился всё больше и больше „ревизионистом“».
Культурная революция в Китае вызвала у Страды «инстинктивное» отторжение — он видел в ней новую, отличную от советской форму «сталинизма» и «ждановщины»; Страда выразил своё принципиальное неприятие деспотического насилия подчиняющихся указке сверху масс, квалифицировав его как «антикультурную контрреволюцию». К западному протестному движению 1968 года Страда отнёсся без всякого энтузиазма (но максимально поддерживал параллельное на «востоке», в странах зоны советского влияния). Имитация маоизма в западном ключе была для Страды «невыносима не столько с политической, сколько с интеллектуальной точки зрения»; новая атмосфера стала «удушливой», особенно когда её струи стали просачиваться на место его работы — издательство «Эйнауди», и вскоре Страда ушёл из этого издательства.
Страда поступил на место заведующего кафедрой русского языка и литературы в Венецианском университете (1970—1992). В Венеции семейство Страды жило «в изумительном месте», на острове Сан-Джорджио, в доме, который стоял бок о бок со знаменитой постройкой Андреа Палладио, с видом из окна на Собор Святого Марка. На острове Сан-Джорджо Страда вместе с фондом Чини проводил множество симпозиумов с участием советских учёных.
В семидесятые годы Страда прекратил сотрудничество с коммунистической печатью: с газетой «L’Unità» — с тех пор, как была заблокирована его статья о Солженицыне; с журналом «Ринашита» — после отказа Тольятти печатать статью об И. Г. Эренбурге. В этот период Страда печатался в газете «La Repubblica».
По инициативе Витторио Страды Юрий Лотман и Борис Успенский подготовили книгу «Семиотические исследования» («Ricerche semiotiche», 1973) — это самая значительная коллективная работа «тартуско-московской школы», вышедшая на Западе.
Несмотря на отказ в советских визах, Страде удавалось — с «грандиозными» скандалами — три раза краткосрочно посетить СССР: в 1977 году в составе делегации издательства «Эйнауди» — первую Международную книжную ярмарку в Москве, в 1979 году — вторую Международную книжную ярмарку, и в 1986 году — исторический симпозиум Академии Наук, где Страда прочитал «еретический» доклад о Максиме Горьком.
В 1979 году Страда прекратил сотрудничество с газетой «La Repubblica», позиции которой, включая её отношение к китайской «культурной революции», становились для него всё более и более неприемлемыми, и начал публиковаться в газете «Corriere della Sera».
В декабре 1979 года советский посол в Италии Н. С. Рыжов направил в Международный отдел ЦК КПСС секретное письмо (опубликованное газетой «Repubblica» 12 июня 1992 года), в котором заявил, что Страда докатился до опорочивания личности В. И. Ленина и до утверждения, что советская культура находится под пятой тоталитаризма: поэтому путь ему в СССР должен быть преграждён, хотя это обязательно вызовет громкий скандал. По его словам, такой скандал «принесёт меньше вреда, чем тот, который Страда постоянно нам причиняет своей антисоветской деятельностью».
В сентябре 1980 года Страда принимает участие в антисоветской международной конференции «Левые — за Афганистан» в Риме, организованной журналом «Мондо операйо» («Рабочий мир»), издаваемым Итальянской Соцпартией. Участники конференции создали «Комитет солидарности с Афганистаном».
В 1982 году Страда знакомит Запад с идеями евразийства — по его инициативе в Италии вышел сборник Николая Трубецкого (в том числе «Европа и человечество»), с предисловием Р. О. Якобсона.
Страда издавал международный журнал «Россия/ Russia» (1974—1993), при его участии была создана и издана «История русской литературы» в семи томах (1986—1995, в соавторстве с Ж. Нива, Е. Г. Эткиндом, И. Серманом). Публиковался в таких западноевропейских русскоязычных изданиях, как «Русская мысль» (входил в редколлегию газеты), «Страна и мир», «Обозрение», «Континент» (в последнем журнале много лет состоял членом редколлегии по приглашению основателя и редактора «Континента» Владимира Максимова).

### «Римская встреча»
В 1988 году Страда организует и проводит на острове Капри семинар писателей по проблемам Перестройки «Культура в период Перестройки». С советской стороны принимали участие Фазиль Искандер (которому была присуждена премия Малапарте) и филолог Игорь Виноградов.
В октябре 1988 года Страда участвует в международном семинаре «Перестройка. Куда идёт Советский Союз?» в Барселоне, прочитав доклад «Сталин был, и это требует объяснения».
Осенью 1989 года, после снятия визового вето по приглашению Союза писателей Страда с супругой снова посетил СССР.
В декабре 1989 года по приглашению Страды Италию посетила Ольга Седакова, прочитав в Венецианском университете лекцию об Ахматовой.
Осенью 1990 года по инициативе Хельсинкского комитета Италии, Независимого университета «Вашингтон — Париж — Москва», итальянского журнала «Рабочий мир», журналов «Континент» и «Юность», газеты «Комсомольская правда» Витторио Страда организовал в Риме встречу российских писателей (Д. С. Лихачёв, В. А. Солоухин, Г. Я. Бакланов, В. Н. Крупин, С. П. Залыгин, В. П. Астафьев, В. К. Буковский, Ч. Айтматов, В. В. Быков и другие писатели патриотического и либерального толка): идея была проста — помирить тех, кто в Перестройку рассорился, кто и до неё представлял разные течения в родной словесности, но всё же не враждовал. Конференция, прошедшая 14-17 октября 1990 года в здании итальянского парламента, имела тему «Национальные вопросы в СССР: обновление или гражданская война?» (по другим источникам — «От гражданской войны к гражданскому миру в СССР») и получила неформальное название «Римская встреча». Конференцию приветствовали Михаил Горбачёв, Борис Ельцин, Иосиф Бродский, Мстислав Ростропович, Эрнст Неизвестный, Милован Джилас, президент Италии Франческо Коссига, министр иностранных дел Италии Джанни Де Микелис, мэр Рима Франко Карраро. Участники встречи (в том числе Страда с супругой) подписали так называемое «Римское обращение», где (за год до официального роспуска СССР) констатировалось: «заканчивается существование одной из величайших империй в истории человечества и на её территории возникают новые государственные образования», и содержались призывы к «отказу от имперского тоталитарного мышления»
7-10 июня 1991 г. участвовал в конференции «Россия в Европе» в Милане вместе с А.Н. Яковлевым.
В 1992 году Министерство иностранных дел Италии назначило Страду на пост директора Итальянского института культуры в Москве (1992—1996).
В постсоветский период Витторио Страда сотрудничал с журналами «Вопросы философии», «Вестник Московского университета», с «Независимой газетой», принимал участие в научных изданиях «В раздумьях о России» (Москва, 1996) и «Революционный радикализм в России. Век девятнадцатый» (Москва, 1997; оба издания вышли под редакцией Е. Л. Рудницкой). В 1995 году в Москве под его редакцией и с его предисловием вышел сборник «Христианство и культура сегодня» (авторы — русские и итальянские философы и теологи). Регулярно публиковался в альманахе «Вторая навигация» (Мюнхен-Харьков).
В 2000 году Страда приехал к А. Солженицыну в Троице-Лыково; в их беседе 20 октября 2000 года Солженицын критиковал НАТО и США. Беседа была снята на киноплёнку для демонстрации на симпозиуме христианской молодёжи в Италии. В 2001 году у Страды состоялась самая долгая встреча с Солженицыным у него дома. Александр Исаевич признался, что ему очень понравились статьи Страды «с философским оттенком», в том числе и те, что публиковались в «Русской мысли» в Париже.

### Отставка
Как преподаватель вышел в отставку в 2003 году, но продолжал научную и организаторскую деятельность.
В 2003 году Витторио Страда организовал в Риме большую выставку «Петербург и Италия. 1750—1850. Итальянский гений в России» («Pietroburgo e l’ltalia. Il genio italiano in Russia») с участием Эрмитажа и Музея истории Санкт-Петербурга, а также симпозиум по Петербургу (Фраскати). Под его редакцией вышел каталог выставки со статьями русских искусствоведов. По его инициативе также возобновлены встречи-симпозиумы российских и итальянских историков (Венеция, 2001; Москва, 2005).
В декабре 2003 года Страда принял участие в Международном конгрессе «Праведники в ГУЛАГе. Ценность нравственного сопротивления советскому тоталитаризму» в Милане, где прочитал доклад «Полнота памяти и историческое сознание. Век тоталитаризмов и духовное преображение Василия Гроссмана».
В 2017 году стал лауреатом Международного культурного фестиваля «Русский Рим» в номинации «Переводческая деятельность». Награду за него получила дочь Ольга Страда.
Страда неоднократно выражал осуждение большевизма:
Я не думаю, что большевики были для России благодеянием. Наоборот, исторический вред, нанесённый России ленинско-сталинской властью, помимо многомиллионных жертв, огромен. Моя вера в Россию, в её великие творческие способности такова, что я не сомневаюсь, что без Ленина и Сталина и их наследников эта необыкновенная страна достигла бы лучших результатов, несмотря на объективные трудности, следуя по своему русскому и вместе с тем европейскому пути, на который встала во второй половине XIX и начале XX века
.
В статье «Долой с пьедестала богиню-литературу» в газете Corriere della Sera Страда суммировал свой взгляд на литературный процесс в современной России: исчезновение всех табу, огромная роль переводов западной прозы, приспособление издательской деятельности к условиям рынка и включение её в более сложный рынок масс-медиа в целом, переживающий период сильнейшей экспансии. Прямым следствием этих последних изменений является «конец литературоцентризма, имевший место в России намного позже в сравнении с западным миром и ощущаемый как утрата литераторами старого стиля». Этот процесс оценивается Страдой чрезвычайно позитивно: по его мнению, он свидетельствует об «эмансипации литературы и общества и служит знаком модернизации русской культуры, которая не навязывает более литературе функций, принадлежащих политике, религии, истории, социологии и пр.»
Витторио Страда скончался 30 апреля 2018 года, похороны прошли 5 мая на кладбище Сан-Микеле в Венеции.

## Семья
Жена — литературовед и переводчик Клара Алексеевна Янович-Страда (31 марта 1935 года в селе Чля Хабаровского края — 7 апреля 2025 года, Венеция). Преподавала в нескольких итальянских университетах (в Турине, Падуе, Венеции), переводила на итальянский язык произведения русской литературы (А. С. Пушкина, А. П. Чехова), а также работы М. М. Бахтина и В. Я. Проппа, публиковала собственные исследования по А. А. Блоку, А. С. Пушкину, А. П. Чехову.
Двое детей: Ольга (возглавляет Институт итальянской культуры в Москве) и Никита. Внук Томмазо оканчивает[уточнить] университет Ca’Foscari в Венеции.

## Избранные труды
| Год  | Название на итальянском языке                                                             | Перевод на русский язык                                                             | Место       | Пояснение                                                                    |
| ---- | ----------------------------------------------------------------------------------------- | ----------------------------------------------------------------------------------- | ----------- | ---------------------------------------------------------------------------- |
| 1964 | Letteratura sovietica 1953—1963                                                           |                                                                                     |             |                                                                              |
| 1969 | «Tradisione e rivoluzione nella letteratura russa»                                        | «Традиция и революция в русской литературе»                                         |             | 2-е расширенное издание — 1980                                               |
| 1973 | Gogol, Gorkij, Cechov                                                                     | «Гоголь, Горький, Чехов»                                                            | Roma        |                                                                              |
| 1979 | Strada V. Il «marxismo legale» in Russia / Storia del marxismo                            |                                                                                     | Torino      |                                                                              |
| 1985 | URSS-Russia. Letteratura e storia tra passato e presente                                  | «СССР — Россия. Литература и история между прошедшим и настоящим»                   | Milano      |                                                                              |
| 1986 | Le veglie della ragione: miti e figure della letteratura russa da Dostoevskij a Pasternak | «Бессонница разума. Мифы и фигуры русской литературы от Достоевского до Пастернака» |             |                                                                              |
| 1988 | Simbolo e storia: aspetti e problemi del Novecento russo                                  |                                                                                     |             |                                                                              |
| 1990 | Incontro con Pasternak                                                                    | «Встреча с Пастернаком»                                                             | Napoli      |                                                                              |
| 1991 | La questione russa. Identita e destino                                                    | «Русский вопрос. Идентичность и судьба»                                             | Venezia     |                                                                              |
| 1991 | Simbolo e storia. Aspetti e problemi del Novecento russo                                  | «Символ и история. Аспекты и проблемы России XX века»                               | Venezia     |                                                                              |
| 1994 | L’altra rivoluzione                                                                       | «Другая революция»                                                                  | Capri       | о «каприйской школе» и «богостроительстве»                                   |
| 1995 | I Russi e l’Italia                                                                        |                                                                                     |             |                                                                              |
| 2004 | Autoritratto autocritico. Archeologia della rivoluzione d’Ottobre                         | Автобиография «Самокритичный автопортрет. Археология Октябрьской революции»         | Roma        |                                                                              |
| 2005 | EuroRussia. Letteratura e cultura da Pietro il Grande alla rivoluzione                    | «ЕвроРоссия. Литература и культура от Петра Великого до революции»                  | Roma — Bari |                                                                              |
| 2007 | La rivoluzione svelata: una lettura nuova dell’ottobre 1917                               |                                                                                     |             |                                                                              |
| 2007 | Russia e rivoluzione. Ottobre 1917: un'«altra» prospettiva                                |                                                                                     |             |                                                                              |
| 2008 | Etica del terrore: da Fëdor Dostoevskij a Thomas Mann                                     |                                                                                     |             |                                                                              |
| 2011 | Lenin, Stalin, Putin: studi su comunismo e postcomunismo                                  | «Ленин, Сталин, Путин: Исследования коммунизма и посткоммунизма»                    |             |                                                                              |
| 2014 | Europe: la Russia come frontiera                                                          | «Европа: Россия как граница»                                                        |             |                                                                              |
| 2017 | Impero e rivoluzione                                                                      | «Империя и революция»                                                               |             |                                                                              |
| 2018 | Il dovere di uccidere                                                                     | «Обязанность убивать»                                                               |             | исследование о терроризме, начиная с русских народовольцев середины XIX века |

### Публикации на русском языке
- «Легальный марксизм» в России // История марксизма. — Т. 2: Марксизм в эпоху II Интернационала. — Вып. 1 / Пер. с ит. — М.: Прогресс, 1981. — Рассылается по специальному списку
- Полемика между большевиками и меньшевиками о революции 1905 года // История марксизма. Т. 2: Марксизм в эпоху II Интернационала. — Вып. 2 / Пер. с ит. — М.: Прогресс, 1981. — Рассылается по специальному списку
- Ленин и Троцкий // История марксизма. Т. 3: Марксизм сегодня. — Вып. 1 / Пер. с ит. — М.: Прогресс, 1983. — Рассылается по специальному списку
- Марксизм и постмарксизм // История марксизма. Т. 4: Марксизм сегодня. — Вып. 1 / Пер. с ит. — М.: Прогресс, 1986. — Рассылается по специальному списку
- История русской литературы. XX век. Серебряный век. — М.: Прогресс-Литера, 1995 (в соавторстве с Ж. Нива, И. Серманом, Е. Эткиндом)
- Литература и общество: Введение в социологию литературы. М., РГГУ; Институт европейских культур, 1998 (в соавторстве с Л. Гудковым и Б. Дубиным; см.: )
- Россия как судьба / Предисл. О. Седаковой. — М.: Три квадрата, 2013. — 536 с.

## Признание
- Премия А. Д. Сахарова (1982)
- Премия фонда имени Д. С. Лихачёва (2008)